# Bicentenário do Paraguai

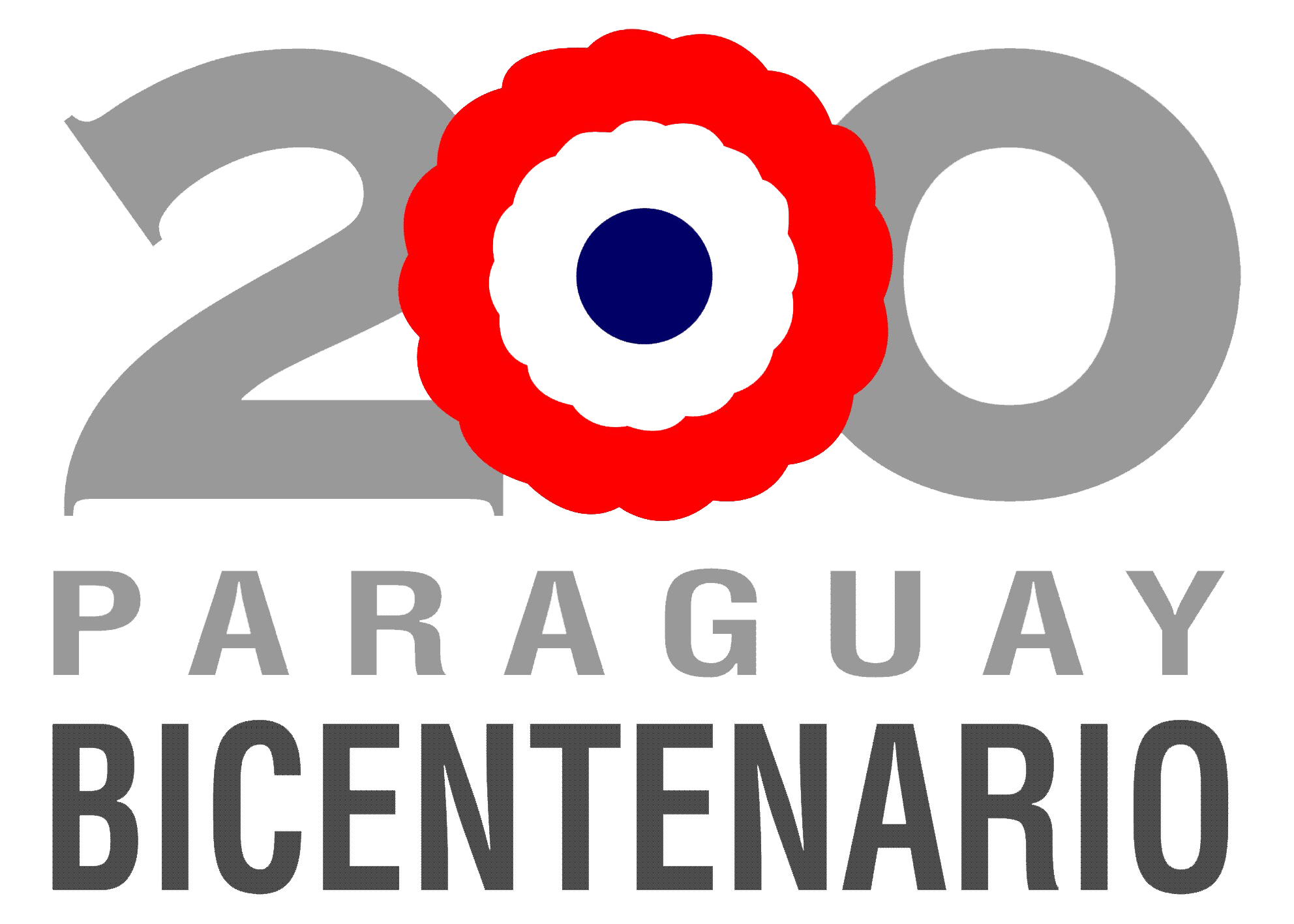
Logotipo do Bicentenário do Paraguai 1811-2011.

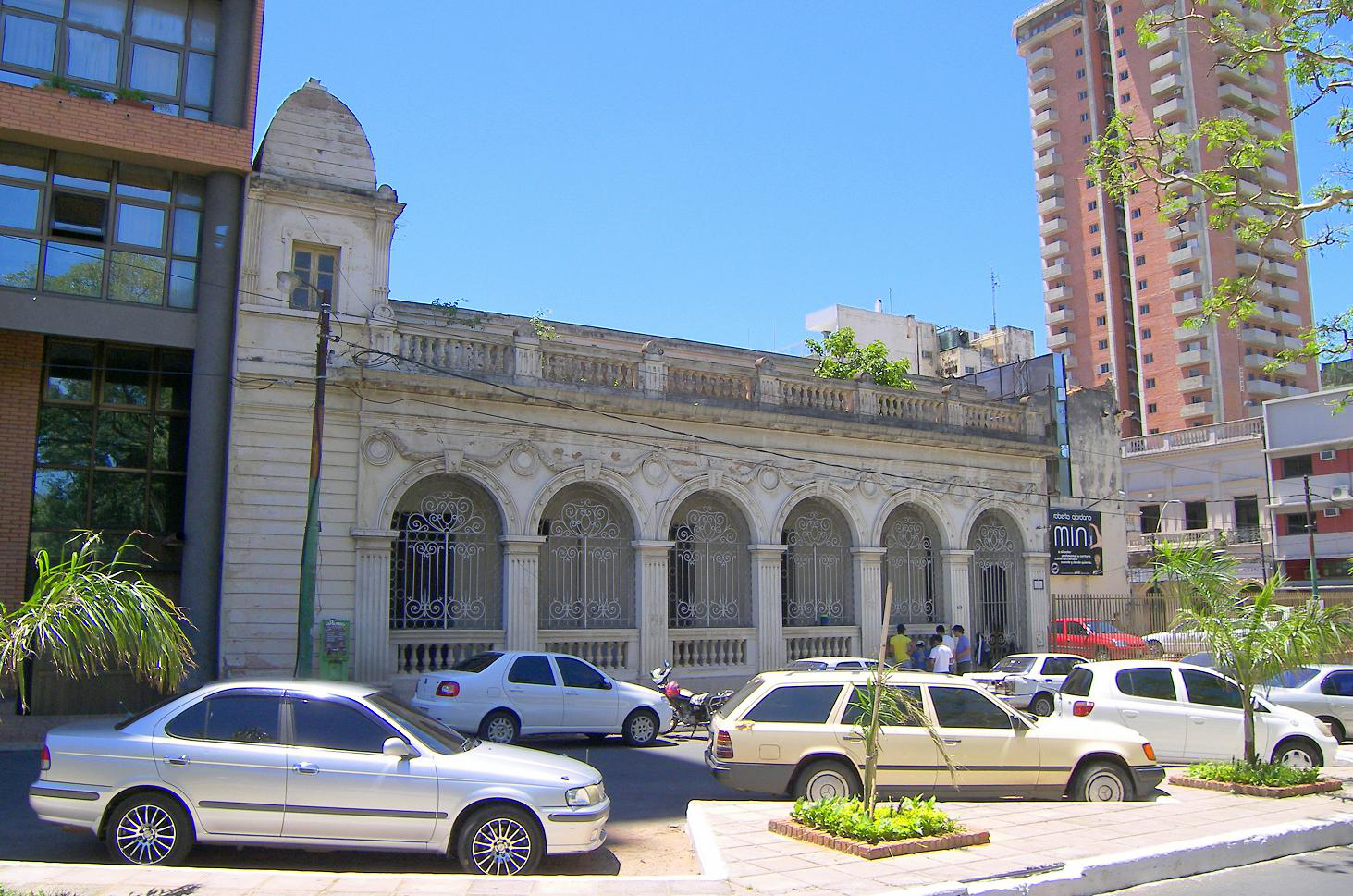
A Casa do Bicentenário do Paraguai em Asunción.

O Bicentenário da Independência da República do Paraguai (em castelhano:  Bicentenario de la Independencia de la República del Paraguay)) é um conjunto de festividades que celebra os 200 anos do inicio da pacífica luta pela independência do Paraguai da Espanha em 1811. As celebrações começaram em 2010 e terminaram no final de 2011.

## Celebrações oficiais
- Desfile do bicentenário

- Concertos comemorativos

- Celebrações em todas cidades

- Inauguração do Parque del Bicentenario

- Inauguração da Puente del Bicentenario Nacional

- Espetáculos

- Esportes